# Alfa Romeo 8C
Este artigo é sobre o Alfa Romeo 8C da década de 1930. Para o coupé desportivo actual, veja Alfa Romeo 8C Competizione
O nome Alfa Romeo 8C foi utilizado em estrada, em corridas e em carros desportivos da década de 1930. O nome 8C deriva originalmente do seu motor de 8 cilindros em linha. O carro desenhado por Vittorio Jano foi o carro principal de corrida desde a sua introdução em 1931 até à sua retirada em 1939. Além dos desportivos de dois lugares, a versão Monoposto "Tipo B" - P3 foi utilizada na primeira corrida de carros Grand Prix genuína a partir de 1932. No seu desenvolvimento posterior, o seu motor foi usado em veículos como 6.3L Bimotore ( com dois motores) de 1935, 3.8L Monoposto 8C 35 Type C também de 1935 e o Alfa Romeo 8C 2900B Mille Miglia Spider. Em 2004, a Alfa Romeo fez reviver o nome 8C para um carro conceito com um motor V8 que tornou-se um carro de produção em 2007, o Alfa Romeo 8C Competizione.

## História
Em 1924, Vittorio Jano criou o seu primeiro motor de oito cilindros em linha para a Alfa Romeo, o 1987 cc P2 com cárter comum e quatro blocos de dois clindros revestidos a aço, que ganhou o priimeiro Campeonato do Mundo de sempre, em 1925. Apesar de ser um 8 cilindros em linha, a designação 8C não foi usada.

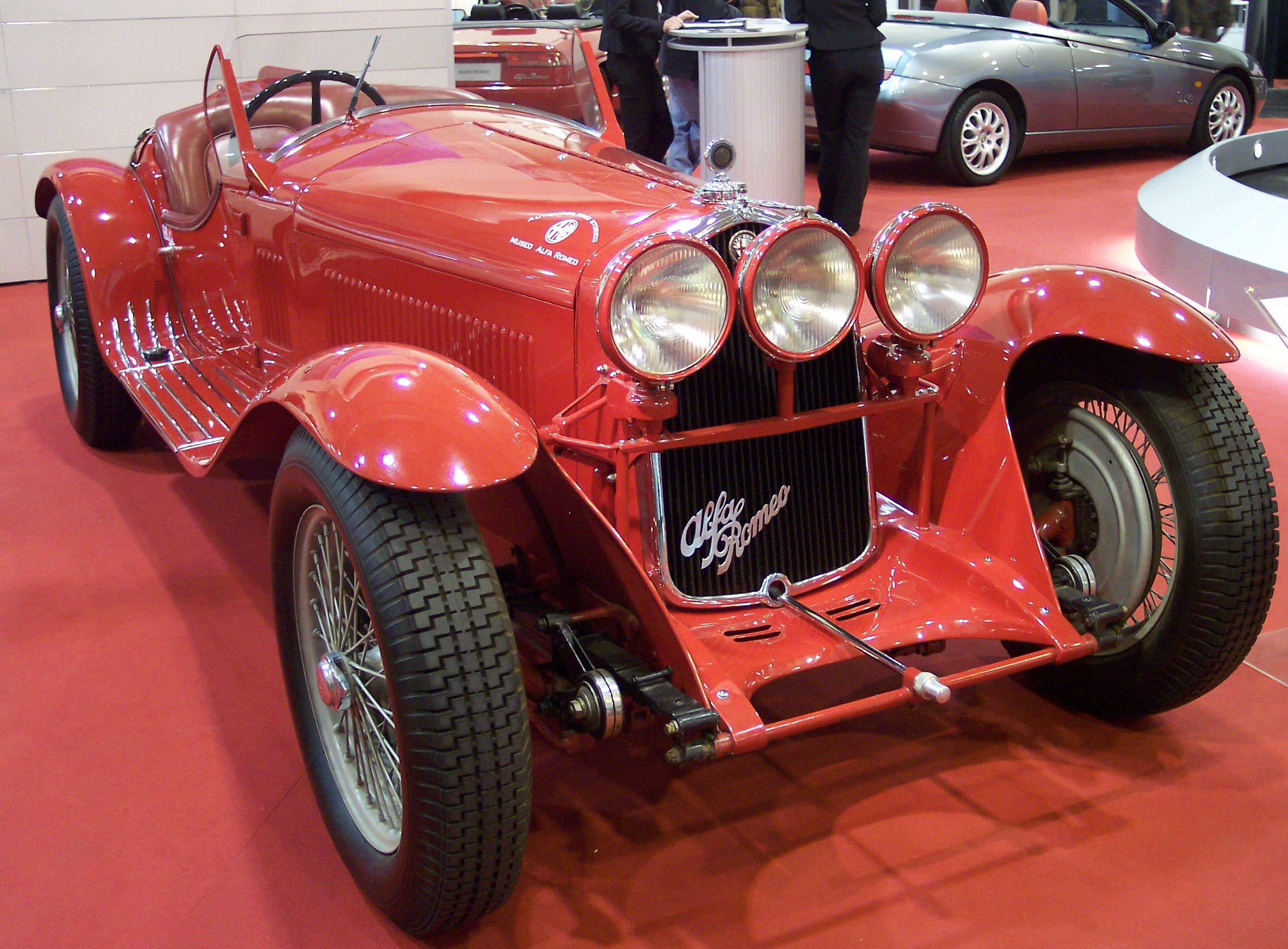
Alfa Romeo 8C 2300 Spider Corsa 1932

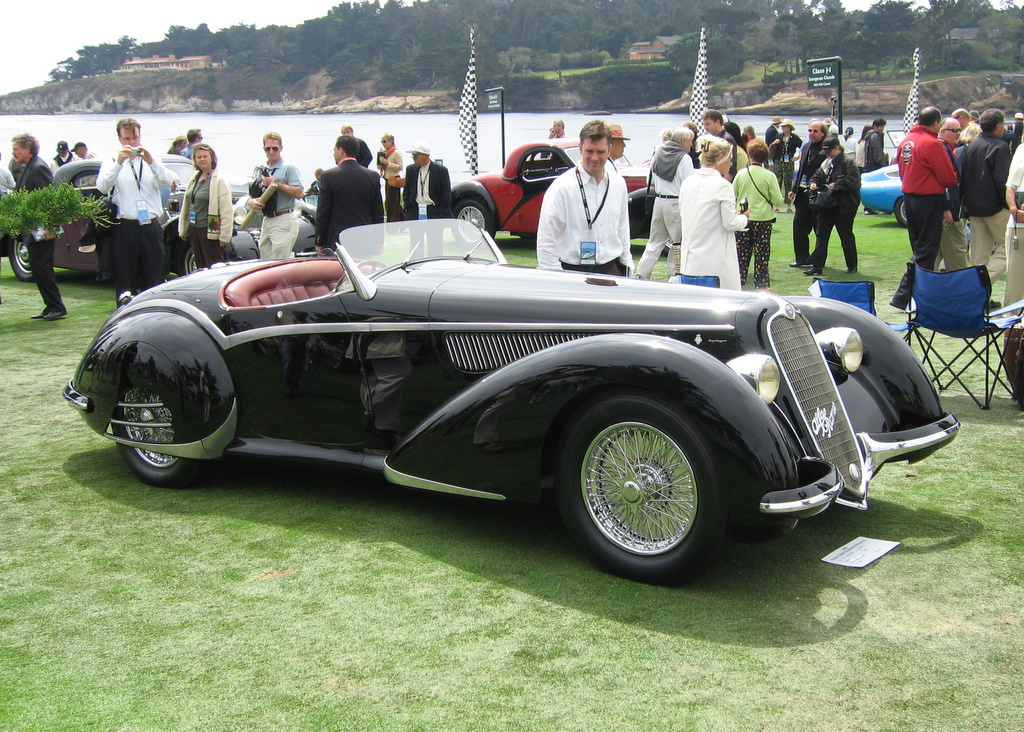
Alfa Romeo 8C 2900B Carrozzeria Touring Spider 1937 no 2005 Pebble Beach Concours d'Elegance.

O motor 8C entrou pela primeira vez na corrida de estrada através de Itália Mille Miglia em 1931, tinha um cárter comum, agora com dois blocos com quatro cilindros revestidos em liga, que também incorporava as cabeças. Muitas das peças eram as mesmas que a 6C 1750. Não havia nenhuma cabeça separada, e nenhuma junta da cabeça a falhar, mas isto fez com que a manutenção das válvulas fosse mais complicada. O motor 8C alimentou dois modelos, o 8C 2300 (1931-1935) e o ainda mais raro e caro 8C2900 (1936-1941).
Ao mesmo tempo, uma vez que os carros de corrida já não precisavam de levar um mecânico, a Alfa Romeo construiu o primeiro carro de corrida só com um lugar. Como uma primeira tentativa, o Monoposto Tipo A de 1931 usou um par de motores de 6 cilindros montados lado-a-lado no chassis. Como o carro resultante era muito pesado e complexo, Jano projectou um carro de corridas mais adequado e bem-sucedido chamado Monoposto Tipo B (também conhecido como P3) para a época de 1932 do Grande Prémio. O Tipo B provou que era um carro vencedor, ganhando logo na sua primeira corrida, no Grande Prémio Italiano, e foi alimentado com uma versão ampliada do motor 8C, agora com 2665 cc e com um par de compressores em vez de um só.

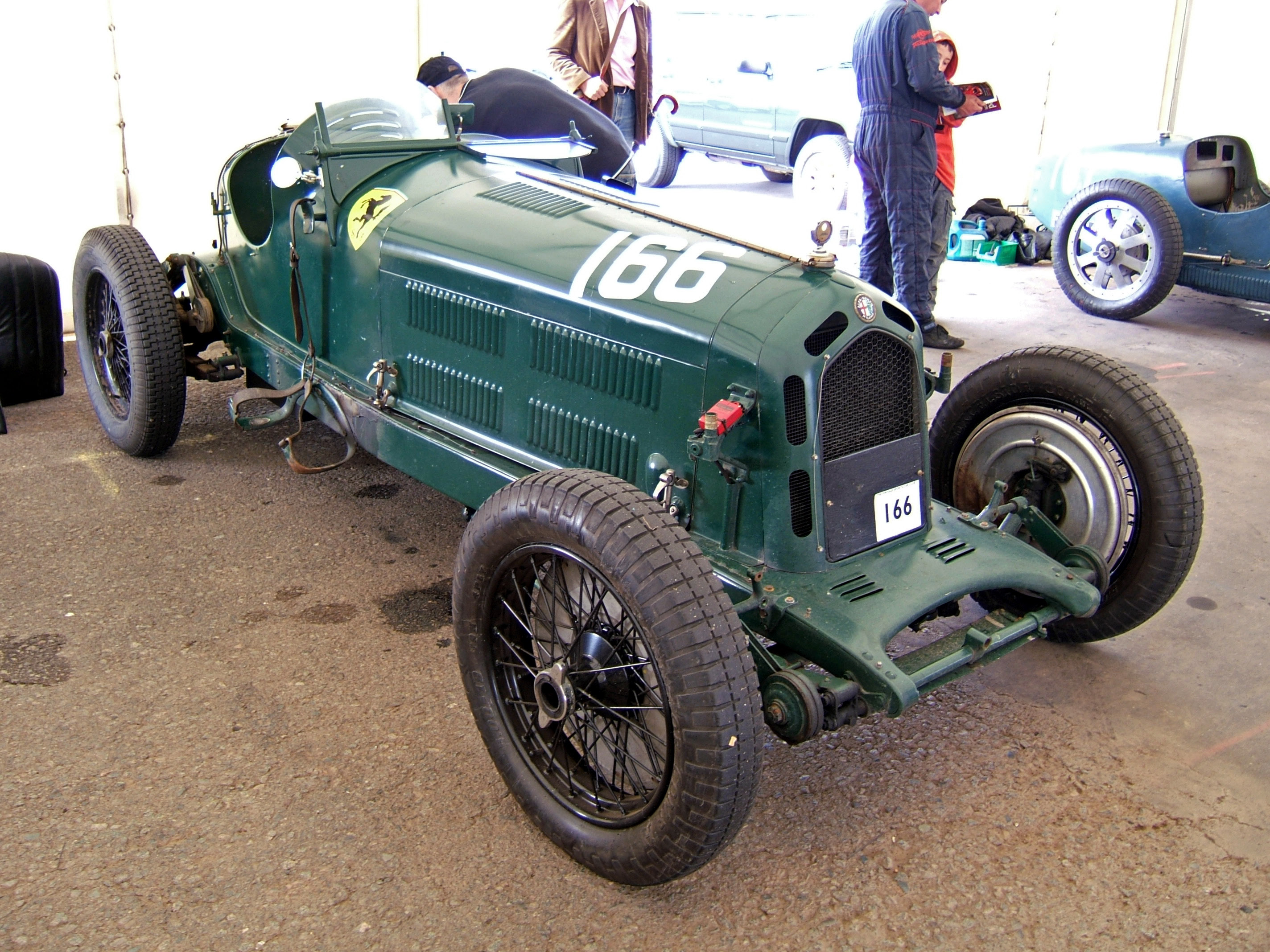
1933 Alfa Romeo 8C 2600 em Monza.

Inicialmente, a Alfa Romeo anunciou que o 8C não era para ser vendido a proprietários privados, mas no Outono de 1931, a Alfa Romeo vendeu-o com um chassis de rolamento em Lungo (longo) e Corto (curto) com preços que começam por volta das 1000£ (aproximadamente 1200€). Os chassis foram juntos com carroçarias feitos por uma selecção de construtores italianos como a Zagato, Carrozzeria Touring, Carrozzeria Castagna, Pininfarina e Brianza, embora a Alfa Romeo também tenha feito algumas. A Alfa Romeo tinha uma prática de dar uma carroçaria nova aos carros para os clientes, e alguns veículos de corrida eram vendidos com carroçarias diferentes para serem veículos de estrada. Alguns dos primeiros donos famosos  incluem a Baronesa Maud Thyssen da família Thyssen, o dono da companhia Piaggio, Raymond Sommer e Tazio Nuvolari.

## Modelos

### 1931 8C 2300
O primeiro modelo foi o 8C 2300 de 1931, uma referência ao motor do carro, com 2.3L (2336 cc). O carro foi inicialmente desenhado como um carro de corrida, mas as suas 188 unidades foram também usadas para carro de estrada. Enquanto a versão de corrida do 8C 2300 Spider, conduzida por Tazio Nuvolari a corrida Targa Florio, na Sicília em 1931 e 1932, a vitória em Monza no Grande Prémio de Itália em 1931 deu o nome "Monza" ao carro GP com dois lugares, que era uma versão encurtada do Spider. A Alfa Romeo adicionava o nome dos eventos ganhos ao carro frequentemente.

### 1931 8C 2300 Tipo Le Mans

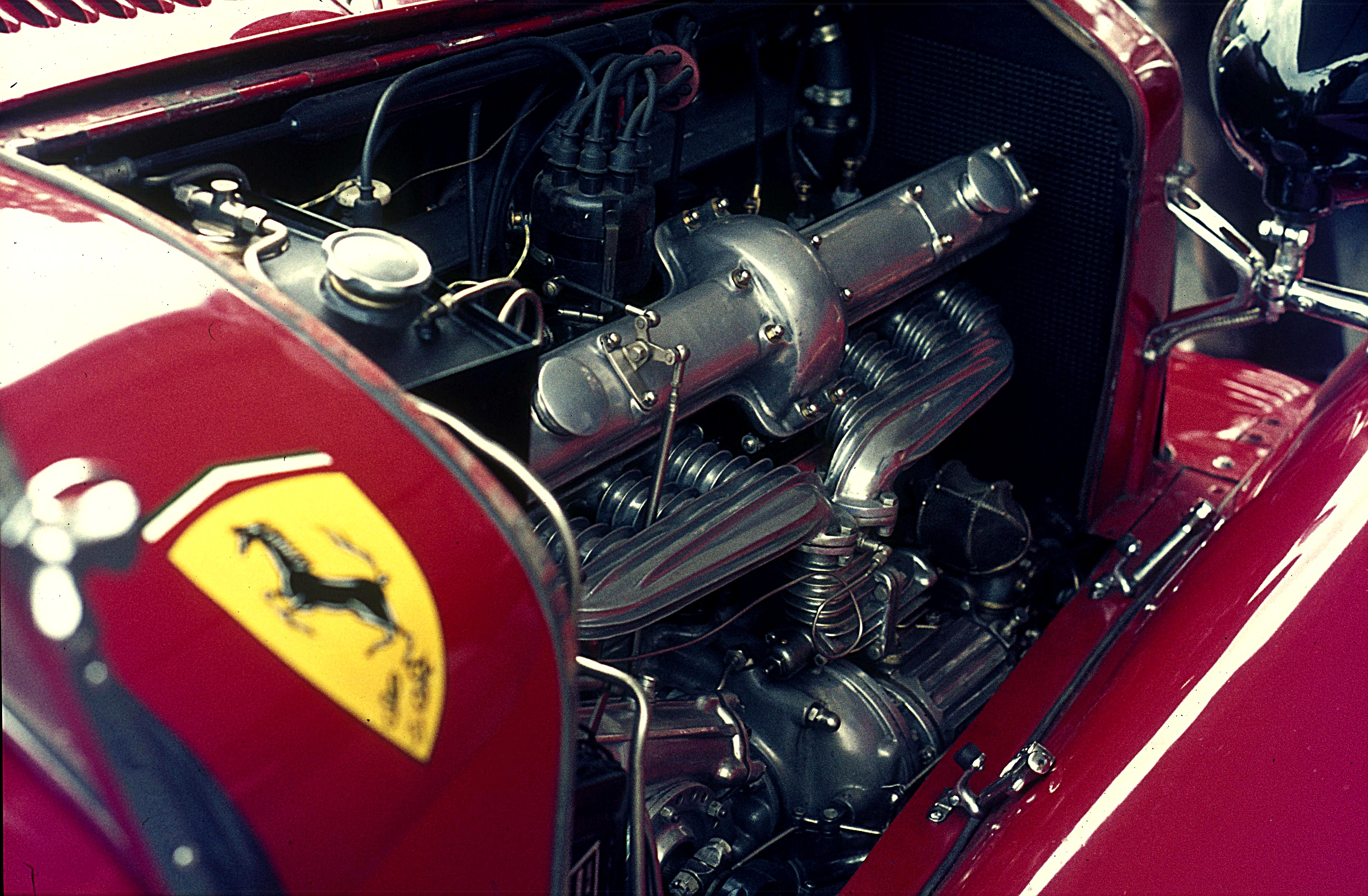
Motor 2300 com compressor.

O 8C 2300 Tipo Le Mans era a versão desportiva do 8C 2300 e teve uma estreia bem sucedida na 1931 Eireann Cup conduzido por Henry Birkin. Ganhou as 24 Horas de Le Mans em 1931 (com Howe e Birkin); 1932 (com Chinetti e Sommer); 1933 (com Nuvolari e Sommer) e 1934 (com Chinetti e Etancelin).
O modelo 8C 2300 Le Mans em exposição no Museu da Alfa Romeo foi comprado por Sir Henry Birkin em 1931 para uso em competições, mas não é o carro em que Birkin e Howe ganharam as 24 Horas de Le Mans em 1931.

### 1933 8C 2600
Em 1933, o motor DOHC alimentado de 8 cilindros em linha, aumentado para 2.6L para o Alfa Romeo Monoposto Tipo B foi montado no Scuderia Ferrari 8C Monzas. A Scuderia Ferrari tinha-se tornado o departamento de corridas "semi-oficial" da Alfa Romeo, que já não entrava em corridas como um esforço de empresa, graças à má condição económica da companhia. Com os iniciais 216 cv do motor 2.6, o Monoposto Tipo B (P3) podia acelerar até 100 km/h em menos de 7 segundos e poderia eventualmente chegar aos 217 km/h. Em 1934 o motor de corridas tornou-se 2.9 litros.

### 1935 Monoposto 8C 35 Tipo C
8 versões de 3.8 litros foram individualmente construídas para corridas em cinco meses, a maior parte deles usada no Alfa Romeo Monoposto 8C 35 Tipo C, da Scuderia Ferrari (O P3 foi abandonado). O 3.8 litros produzia 330 cv às 5500 rpm e tinha 434 Nm das 900 às 5500 rpm. Usava pneus Pirelli 5.25 ou 5.50 x 19 à frente e 7.00 ou 7.50 x 19 atrás. Embora o Tipo C não conseguia ganhar aos Mercedes e Auto Union em circuitos mais rápidos, era melhor que eles nos circuitos mais apertados. Em 1936, os Tipo Cs foram equipados com um incómodo V12 e, por isso, voltaram a equipar o 3.8 litros.

### 1935 Bimotore

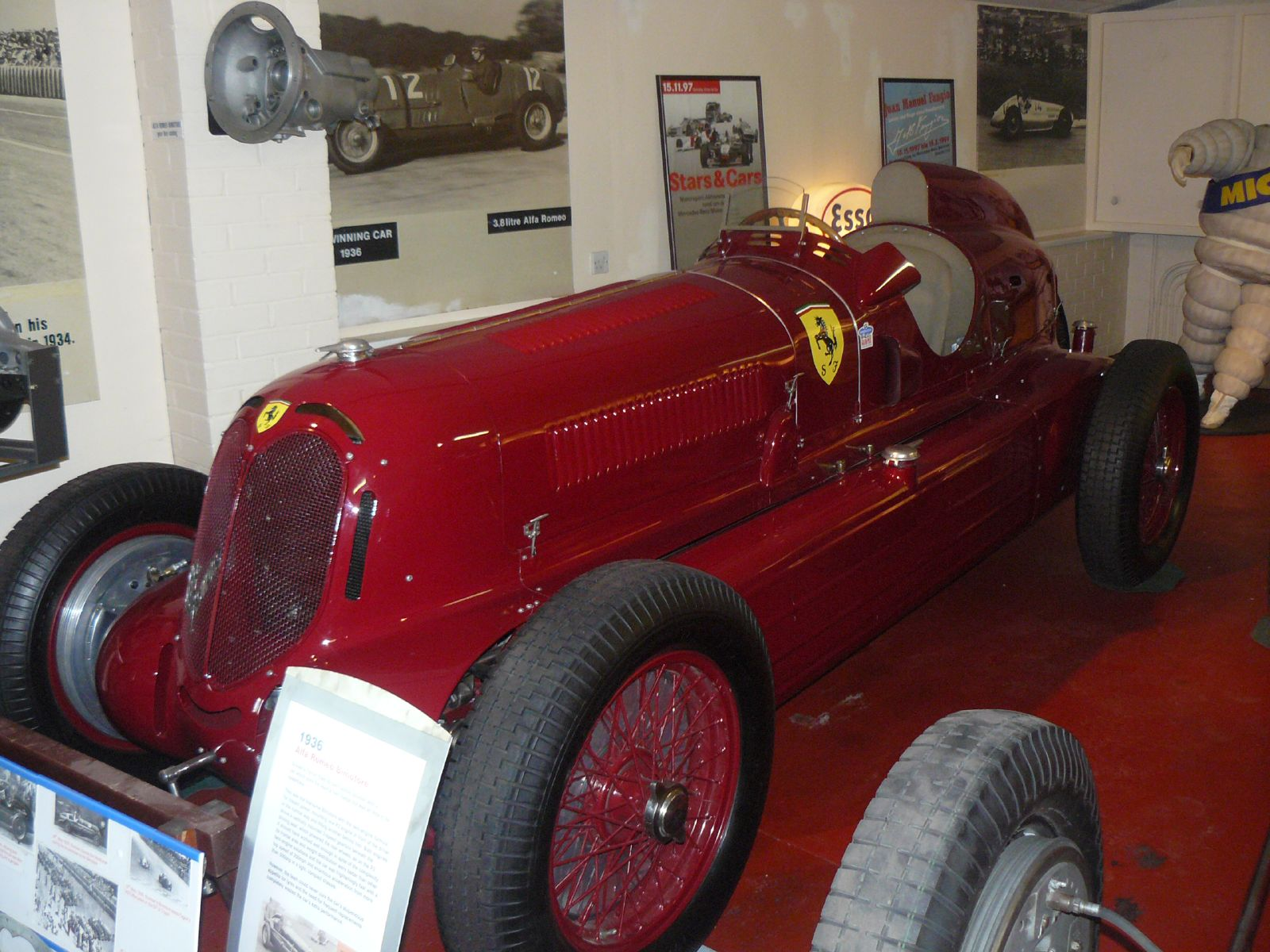
1935 Alfa Romeo Bimotore Scuderia Ferrari

Em 1935, para competir com a Mercedes-Benz e a Auto Union, Enzo Ferrari (o gerente da equipa de corridas) e Luigi Bazzi (desenhador) construíram um carro de corrida com dois motores 3.2L (3165 cc), um à frente, outro atrás, dando 6.3 litros e 540 cv. Nunca poderia ter sucesso contra o Mercedes W25 B de Rudolf Caracciola e gastava muito combustível e pneus. Em 12 de Maio de 1935, dois Bimotore foram inscritos no Grande Prémio de Tripoli conduzidos por Nuvolari e Chiron que acabaram em quarto e quinto. Chiron conseguiu ficar em segundo na corrida Avus 1935. Em 16 de Junho de 1935, Nuvolari conduziu um Bimotore especialmente preparado de Florença a Livorno e definiu um novo recorde de velocidade de 364 km/h e uma velocidade média de 323 km/h. Depois disso foi posto de parte em favor do Tipo C.

### 1936 8C 2900A

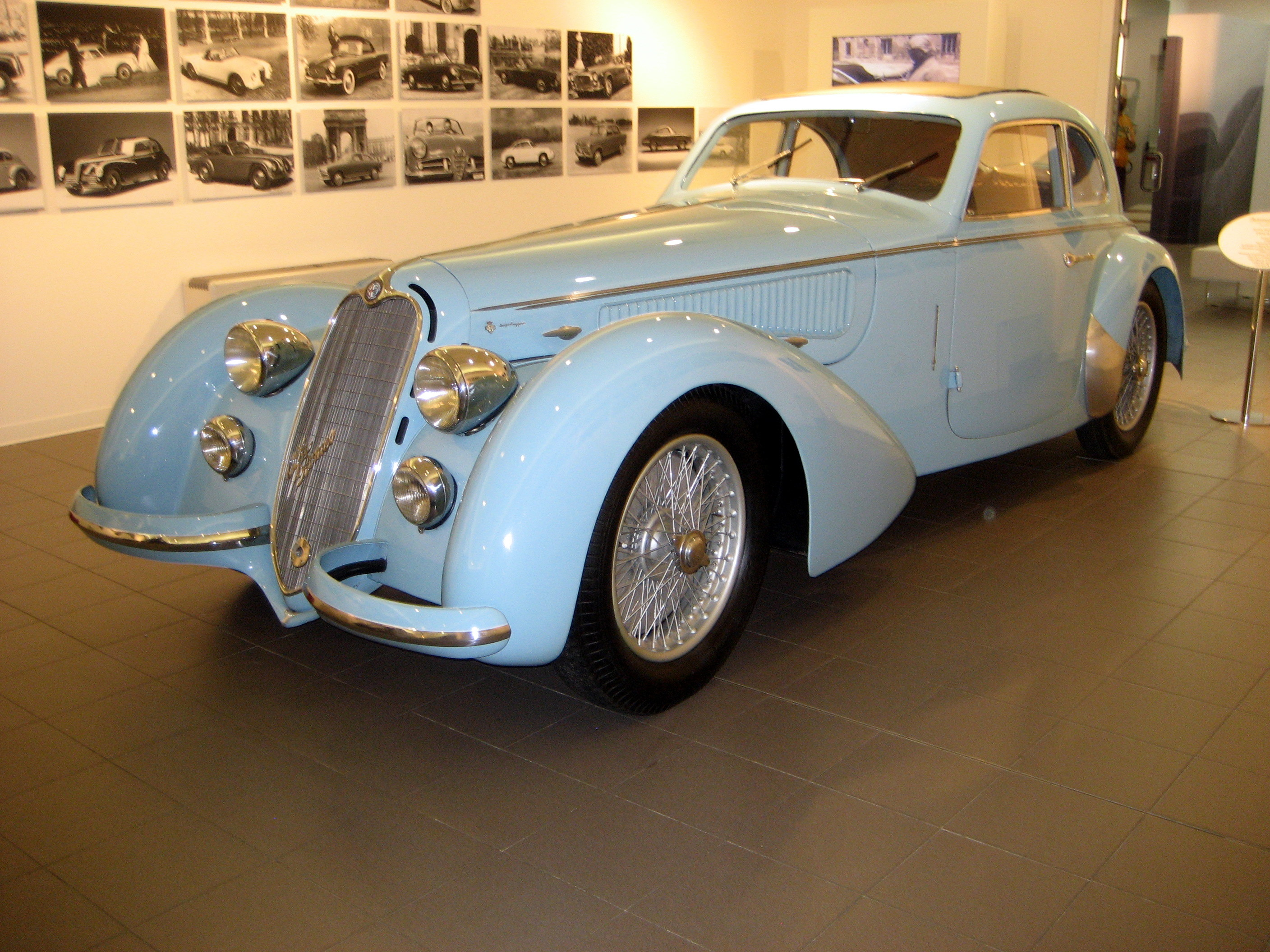
Alfa Romeo 8C 2900 Lungo

Em 1936, o modelo 8C 2900A foi introduzido, como uma versão de dois lugares do carro de corrida 8C 35, com a caixa de velocidades montada na traseira e uma suspensão completamente independente. O 8C 2900A era também um carro de corrida destinado à categoria Carro Desportivo. Foram construídos menos de uma dúzia de 8C 2900A, mas este foi seguido pelo 8C 2900B, muito semelhante ao anterior mas vendeu-se por volta de 30 exemplares como carro de estrada. Ao mesmo tempo o 3.2 Tipo B da Alfa Romeo tornava-se pouco competitivo, embora Tazio Nuvolari tenha conseguido a façanha de ganhar o Grande Prémio da Alemanha na Nürburgring ao volante de um 3.2 Tipo B contra os mais poderosos Mercedes e Auto Union.

### 1938 8C 2900B Mille Miglia Spider
O Alfa Romeo 8C 2900B Mille Miglia Spider (ou Roadster) de 1938 tinha um motor de 2.9 litros com 225 cv e foi usado na Mille Miglia de 1938.Na Mille Miglia de 1938, Clemente Biondetti e Carlo Pintacuda ficaram com os dois primeiros lugares. O carro de Biodetti usou um motor com 300 cv do Tipo 308 enquanto Pintacuda uso o 8C 2900B.
Em 1938, o 2900B, com 180 cv (a versão com 225 era de corrida) era considerado o carro de produção mais rápido do mundo.
A última vez que um 8C 2900B Mille Miglia Spider foi leiloado, en Agosto de 1999, custou quatro milhões e setenta e dois mil dólares americanos, tornando-se um dos dez carros mais caros alguma vez leiloado.

### 1938 8C 2900B Le Mans Speciale

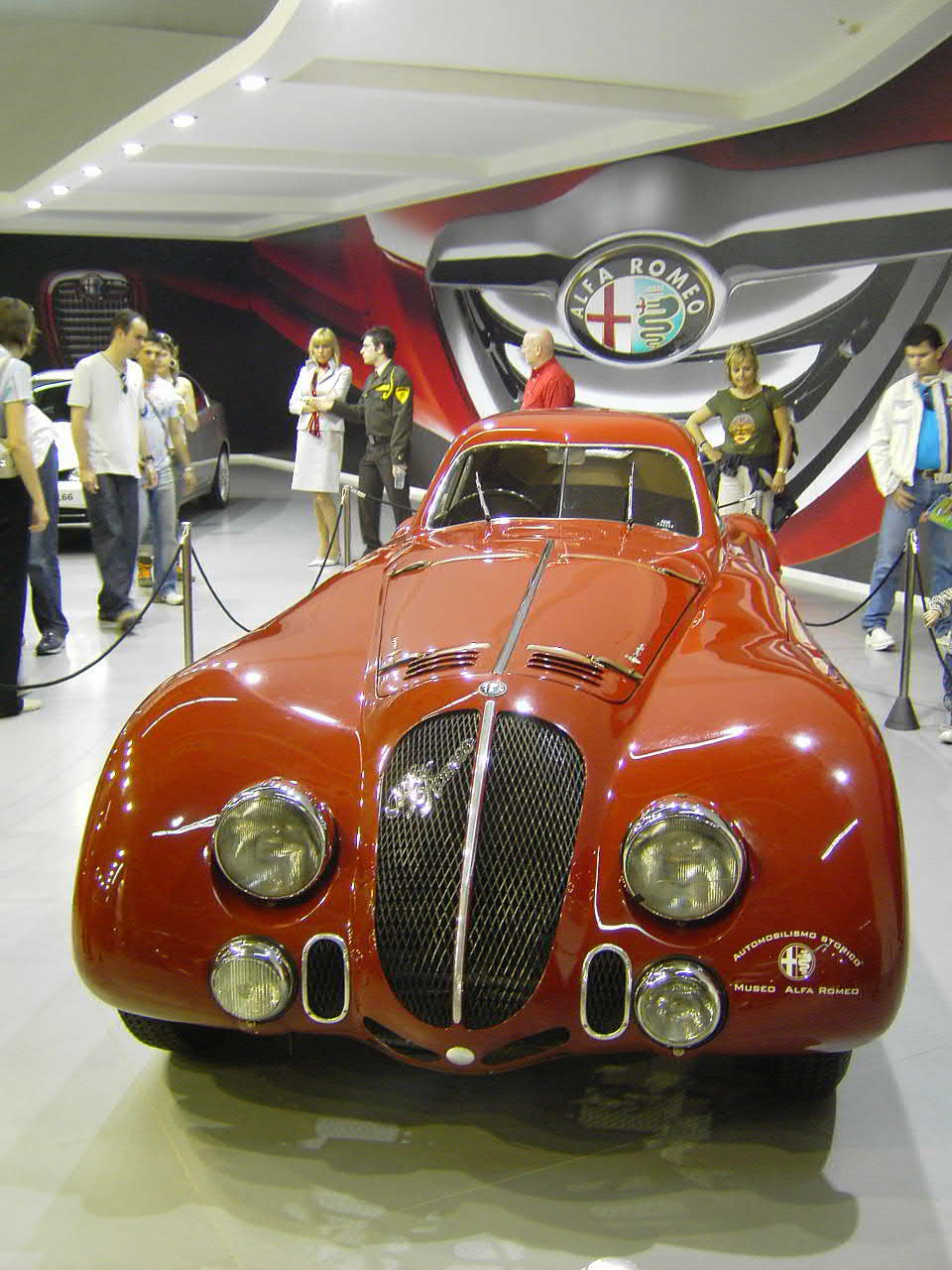
Alfa Romeo 8C 2900B Le Mans

A Alfa Corse, o departamento de corridas criado pela Alfa, depois de ter comprado as acções da Scuderia Ferrari, inscreveu um único 8C 2900B na edição de 1938 da corrida de Le Mans. O carro apresentava uma carroçaria coupé simplificada, mas inovadora e impressionante, quando os carros de corrida de Le Mans eram quase sempre abertos. O coupé aerodinâmico foi construído pela Touring. O coupé teve um desempenho particularmente bom no início, ganhando uma distância de 160 km ao carro seguinte, nas houve um problema nos pneus seguido por uma válvula partida. Esta foi a única vez que o coupé correu oficialmente. Depois da II Guerra Mundial, entrou em corridas menores sob propriedade privada. Depois, foi exposto no museu Donington a partir dos anos 60 antes de ser adicionado ao museu da Alfa Romeo, que agora corre com ele em muitos eventos.